# Ландрам (Јужна Каролина)
Ландрам (енгл. Landrum) град је у америчкој савезној држави Јужна Каролина.

## Демографија
По попису из 2010. године број становника је 2.376, што је 96 (-3,9%) становника мање него 2000. године.
| Група             | 2000.         | 2010.         |
| Белци             | 2.002 (81,0%) | 1.900 (80,0%) |
| Афроамериканци    | 392 (15,9%)   | 308 (13,0%)   |
| Азијати           | 13 (0,5%)     | 22 (0,9%)     |
| Хиспаноамериканци | 44 (1,8%)     | 103 (4,3%)    |
| Укупно            | 2.472         | 2.376         |